# Salvia baimaensis
Salvia baimaensis là một loài thực vật có hoa trong họ Hoa môi. Loài này được S.W.Su & Z.A.Shen miêu tả khoa học đầu tiên năm 1984.